# Test Drive Unlimited 2
Test Drive Unlimited 2 (ufficialmente abbreviato TDU2) è un videogioco di guida sviluppato da Eden Games e pubblicato da Atari, sequel di Test Drive Unlimited. È uscito per PC, PlayStation 3 e Xbox 360 l'8 febbraio 2011 in Nord America e l'11 febbraio 2011 in Europa. Il gioco comprende più di 3000 km di strade liberamente percorribili. Come nel precedente TDU, oltre alla possibilità di gareggiare, è anche possibile acquistare e possedere abitazioni, comprare oggetti e, novità introdotta da TDU2, giocare in un casinò online o organizzare feste su yacht. L'esperienza di gioco è basata sulla modalità online, anche se, come in TDU, viene data la possibilità di giocare offline con funzioni limitate. Il gioco appartiene al genere degli M.O.O.R. (Massively Open Online Racing).

## Modalità di gioco
Test Drive Unlimited 2 è un M.O.O.R. (Massively Open Online Racing), che ne indica le caratteristiche massively multiplayer online e open world e presenta diverse modalità di gioco racchiuse in tre categorie: asfalto, fuoristrada e classica. Ognuna di queste categorie ingloba delle sotto-categorie che identificano la classificazione dei vari veicoli nel gioco, in particolare la categoria asfalto (A) presenta 7 sotto-categorie dalla A7 alla A1 (in ordine crescente di potenza), la categoria classica (C) presenta 4 sotto-categorie dalla C4 alla C1 ed infine la categoria fuoristrada (B) che presenta anch'essa 4 sotto-categorie dalla B4 alla B1. Con l'introduzione delle moto con il DLC2 è stata aggiunta la categoria moto (M), che ingloba le due sotto-categorie M2 e M1 (non sono comunque presenti patenti per le moto).
Tra le modalità di gioco, oltre alle classiche gare contro 7 avversari (sia in singolo che online), da soli contro il tempo, a eliminazione e autovelox sono presenti tre nuove modalità: cooperativa, segui il leader e mantieni le distanze, tutte ovviamente dedicate al multiplayer. Inoltre è presente una novità per la serie: per accedere alle varie gare delle varie categorie è necessario superare determinate prove che permettono di prendere le patenti asfalto, fuoristrada e classica. Come nel precedente è possibile scorrazzare con il proprio bolide liberamente per le due isole di gioco e, se connessi online, è possibile incontrare altri giocatori umani e sfidarli semplicemente lampeggiandoli con i fari.
Ritornano i Club nei quali è possibile invitare altri giocatori e con questi organizzare attività di gruppo e sfidare gli altri Club per aumentare il proprio prestigio e avere accesso a quattro auto esclusive: Ferrari FXX "Evoluzione", Gumpert Apollo Sport, Lotus 2-Eleven e Wiesmann Roadster MF3. Sono presenti come nel predecessore delle missioni extra (100 in totale) che si attivano incontrando degli png sparsi nel mondo di gioco (sono tuttavia anche indicati sulla mappa di gioco) e che includono incarichi di vario tipo che permettono di guadagnare soldi. Le visuali in-game sono cinque: due esterne, una dal cofano, una sull'asfalto e una nell'abitacolo. Per quanto riguarda gli aiuti alla guida è possibile scegliere fra tre opzioni: assistito, sportivo ed esperto.

## Auto
Di seguito la lista completa delle auto e moto presenti nel gioco:
- AC Cobra 427 (auto bonus rottami "Hawaii 4")
- Alfa Romeo 8C Competizione
- Alfa Romeo Brera Italia Independent
- Alfa Romeo MiTo Quadrifoglio Verde
- Alfa Romeo 8C Spider
- Ariel Atom 300 Supercharged
- Ariel Atom 500 V8 (auto bonus ottenibile progredendo nel gioco)
- Ascari A10
- Ascari KZ1 R Limited Edition
- Aston Martin DBS Carbon Black Edition (disponibile a pagamento)
- Aston Martin V12 Vantage Carbon Black Edition (disponibile a pagamento)
- Aston Martin DB9 Coupe
- Aston Martin DBS Coupe
- Aston Martin DB9 Volante
- Aston Martin V8 Vantage
- Aston Martin V12 Vantage
- Aston Martin One-77
- Audi RS 5 Coupé (disponibile a pagamento)
- Audi Q7 V12 TDI quattro – TDU2 Inuit Edition (disponibile a pagamento)
- Audi Q7 V12 TDI quattro
- Audi Q7 V12 "Chris" (auto bonus ottenibile nelle sfide contro i boss)
- Audi R8 Coupé 5.2 FSI quattro
- Audi R8 Coupé 4.2 FSI quattro (solo disponibile nelle missioni convoglio)
- Audi RS 6 Avant
- Audi S3
- Audi S5 Coupé
- Audi TTS Coupé
- Audi TT RS Roadster
- Audi R8 Spyder 5.2 FSI quattro (auto bonus disponibile a pagamento esclusivamente con il Casinò Online)
- Bugatti Veyron 16.4 Grand Sport Sang Bleu (disponibile a pagamento)
- Bugatti Veyron 16.4 Centenaire (disponibile a pagamento)
- Bugatti Veyron 16.4 Grand Sport
- Bugatti Veyron 16.4
- Bugatti Veyron 16.4 Super Sport (disponibile a pagamento)
- Buggy V8 (auto bonus rottami "Ibiza 2")
- Caterham CSR 260
- Caterham Superlight R500 (disponibile a pagamento)
- Chevrolet Camaro Synergy Special Edition (disponibile a pagamento)
- Chevrolet Camaro 2SS
- Chevrolet Camaro LT
- Chevrolet Corvette C1
- Chevrolet Corvette C6 ZR1 (disponibile a pagamento)
- CITROËN 2 CV (auto bonus rottami "Hawaii 1")
- Dodge Charger SRT8
- Dodge Charger 1969 (aggiunta gratis con il DLC1)
- Dodge Viper SRT10
- Dodge Viper "Polizia" (auto bonus ottenibile vincendo 35 inseguimenti online da poliziotto)
- Dodge Viper SRT10 ACR (disponibile a pagamento)
- Ducati Desmosedici RR (disponibile a pagamento)
- Ducati Diavel Carbon (disponibile a pagamento)
- Ginetta F400
- Ferrari 612 Sessanta (disponibile a pagamento)
- Ferrari 599 GTB Fiorano China Edition (disponibile a pagamento)
- Ferrari 308 GTS Quattrovalvole
- Ferrari 612 Scaglietti
- Ferrari California
- Ferrari Dino 246 GTS
- Ferrari Enzo
- Ferrari F40 (disponibile a pagamento)
- Ferrari 250 GTO (disponibile a pagamento)
- Ferrari 430 Scuderia
- Ferrari 599 GTB Fiorano
- Ferrari Scuderia Spider 16M
- Ferrari 599 GTO
- Ferrari 599XX (disponibile a pagamento)
- Ferrari FXX "Evoluzione" (auto club livello 3)
- Ferrari 458 Italia (disponibile solo su PC e PlayStation 3)
- Ford Shelby GT500 (disponibile a pagamento)
- Ford Mustang Fastback
- Ford Mustang Fastback "Miami" (auto bonus ottenibile nelle sfide contro i boss)
- Ford GT
- Ford Mustang GT
- Gumpert Apollo Sport (auto club livello 3)
- Harley Davidson Fatboy Lo (disponibile a pagamento)
- Hummer H3
- Jaguar XKR Speed Pack and Black Pack (disponibile a pagamento)
- Jaguar D-type (auto bonus rottami "Hawaii 3")
- Jaguar E-TYPE
- Jaguar XKR
- Koenigsegg CCXR Edition
- Lancia Delta Integrale Evoluzione
- Lancia Stratos Gruppo 4 (aggiunta gratis con il DLC1)
- Land Rover – Range Rover Sport HSE
- Lotus 2-Eleven (auto club livello 2)
- Lotus Esprit S3
- Lotus Evora
- Lotus Evora "Solar Crown" (auto bonus ottenibile progredendo nel gioco)
- Mercedes-Benz SLR McLaren Roadster 722S
- Mercedes-Benz SLR McLaren Roadster 722S "Stuart" (auto bonus ottenibile nelle sfide contro i boss)
- Mercedes-Benz SLR McLaren Stirling Moss
- McLaren MP4-12C
- Mercedes-Benz 300 SL Gullwing
- Mercedes-Benz 300 SL Gullwing "Solar Crown" (auto bonus ottenibile progredendo nel gioco)
- Mercedes-Benz CLK 63 AMG Black Series
- Mercedes-Benz CLK 63 AMG Black Series "Outlaw" (auto bonus ottenibile vincendo 8 inseguimenti consecutivi da fuggitivo)
- Mercedes-Benz ML 63 AMG
- Mercedes-Benz SLK 55 AMG
- Mercedes-Benz SLK 55 AMG "Tess" (auto bonus ottenibile nelle sfide contro i boss)
- Mercedes-Benz SLS AMG
- Mercedes-Benz SL65 AMG Black Series (disponibile a pagamento)
- Nissan 370Z Optional Parts (disponibile a pagamento)
- Nissan 370Z
- Nissan GT-R
- Pagani Zonda Tricolore (disponibile a pagamento)
- Pagani Zonda Cinque
- Pagani Zonda F
- Pagani Zonda Roadster F
- Pagani Zonda C12S Roadster
- RUF RGT
- RUF Rturbo
- RUF Rt 12
- RUF RK Spyder
- Shelby Cobra "Daytona" Coupé (auto bonus rottami "Hawaii 2")
- Spyker C12 Zagato
- Spyker D8 Peking-to-Paris
- Spyker C8 Aileron (disponibile solo su Xbox 360)
- Spyker C8 Aileron Spyder (auto bonus disponibile a pagamento esclusivamente con il Casinò Online)
- Subaru Impreza WRX STI Sedan
- TVR Sagaris
- Volkswagen Beetle (auto bonus rottami "Ibiza 1")
- Volkswagen Golf GTI
- Volkswagen Touareg V10 TDI
- Volkswagen Touareg V10 TDI "Ryan" (auto bonus ottenibile nelle sfide contro i boss)
- Wiesmann Roadster MF3 (auto club livello 2)

## Novità
Rispetto al precedente TDU questo secondo capitolo include l'isola di Ibiza, oltre quella di Oahu nelle Hawaii del predecessore, percorsi fuoristrada, i SUV, il ciclo giorno/notte, le condizioni meteo variabili e un motore fisico per le vetture completamente riscritto e più realistico di quello del primo TDU. Giocando online, andando avanti nella carriera e girovagando liberamente per le due isole, il proprio alter ego nel gioco può raggiungere 60 livelli, come in un gioco di ruolo, divisi in quattro categorie di 15 livelli ognuna: esplorazione, sociale, competizione e collezione. Ora ci si può muovere liberamente nelle abitazioni con il proprio avatar e personalizzarle cambiando l'arredamento, il colore delle pareti, i pavimenti e inserendo oggetti di vario tipo, si possono poi invitare i propri amici nelle proprie abitazioni e fare la stessa cosa con le case degli altri. Ci si può muovere liberamente anche nelle concessionarie d'auto e nei vari negozi sparsi nel mondo di gioco: in particolare nelle concessionarie (così come nei garage personali) è possibile visionare le auto girandoci liberamente attorno, leggerne le caratteristiche tecniche, aprirne le portiere, abbassarne i finestrini e accomodarsi nell'abitacolo magari per ascoltare il rombo del motore.
Inoltre si può modificare il proprio avatar non solo cambiando i vestiti ma anche pettinatura e, recandosi in centri di chirurgia estetica, ogni singolo aspetto del volto. Il motore grafico di ultima generazione è una diretta evoluzione del precedente con nuovi effetti di luce e particellari e un effetto blur migliorato: inoltre c'è da sottolineare la grandissima cura degli sviluppatori profusa nella modellazione delle carrozzerie e degli abitacoli delle vetture, davvero molto dettagliati e ricchi di particolari. Come nel precedente capitolo non sono presenti danni meccanici per i veicoli ma, e questa è una primizia rispetto al primo TDU, solo estetici ed includono graffi e parti staccabili, ma non completamente, della carrozzeria. Le auto inoltre possono sporcarsi ed è possibile alzare e abbassare la capote alle cabrio. Altra novità rispetto al primo TDU è costituita dalla presenza di rottami di auto sparsi in giro per le due isole del gioco che, una volta trovati tutti, permettono di sbloccare auto bonus non disponibili altrove.
Da segnalare anche la polizia che è stata resa meno invasiva rispetto a TDU. Tra gli extra c'è anche la possibilità di fotografare determinati panorami di Ibiza e di O'ahu ottenendo soldi ed alcuni bonus in-game. Le auto possono inoltre essere personalizzate non solo al livello di meccanica ma anche con verniciature uniche e decalcomanie, tuttavia non sono presenti opzioni di tuning estetico. Nella modalità in singolo è possibile vedere il replay della gara con svariate funzioni come fermare la riproduzione e cambiare tipo di telecamera. Altra grande novità è il sistema F.R. I.M. che misura l'abilità del giocatore nel saltare, derapare e schivare le altre auto: eseguendo un numero sufficiente di queste acrobazie in sequenza, è possibile guadagnare del denaro indicato tramite un apposito indicatore a schermo. Infine giocando online c'è una modalità Guardia e Ladri che si innesca automaticamente, accettandone l'invito, quando 8 giocatori sono nella stessa zona: sette diventano poliziotti, uno diventa il ladro da inseguire e fermare entro un certo limite di tempo.

## Aggiornamenti e DLC
All'uscita del gioco viene contestualmente reso disponibile, dapprima come bonus prenotazione per TDU2 in alcuni negozi, e poi come contenuto scaricabile a pagamento, il DLC Casinò Online grazie al quale è possibile vincere soldi virtuali spendibili nel gioco tentando la fortuna con Roulette o diverse Slot machine. Inoltre è possibile affrontare altri giocatori (fino ad un massimo di 32) a Poker Texas Hold'em, partecipare ai tornei e avere accesso a 10 nuovi livelli di progressione per il proprio avatar, sbloccare vestiti, livree e mobili per le case e la possibilità di vincere due auto non disponibili altrove nel gioco, l'Audi R8 Spyder 5.2 FSI quattro e la Spyker C8 Aileron Spyder. Ad aprile 2011 viene rilasciato per PC il DLC1/patch che oltre ad includere diversi bugfix e migliorie al gioco, rendendo anche più stabile l'online (vero problema del gioco al lancio), aggiunge venti nuove missioni bonus e due nuove auto in modo gratuito: la Dodge Charger del '69 e la Lancia Stratos Rallye, entrambi ottenibili una volta trovati tutti i relativi rottami sparsi per l'isola di O'ahu e di Ibiza. Questo DLC è stato poi rilasciato per Xbox 360 ad agosto 2011 e per PS3 a novembre 2011.
Il 12 aprile 2012 viene reso disponibile per PC il DLC2/patch che aggiunge al gioco sei nuove auto a pagamento: la Corvette C6 ZR1, la Ferrari 599XX, la Dodge Viper SRT10 ACR, la Ferrari 250 GTO, la Ferrari F40 e la Mercedes-Benz SL65 AMG Black Series e finalmente le moto anch'esse a pagamento, tre in particolare: la Ducati Desmosedici RR, la Ducati Diavel Carbon e l'Harley Davidson Fatboy Lo. Inoltre questo aggiornamento porta con sé oltre a nuovi arredi per le case e vestiti per l'avatar, diverse modifiche al gameplay, alla fisica e ai sound di alcune auto (ovviamente in modo gratuito). Aggiunto anche il supporto ai volanti Thrustmaster. Il DLC2/patch è disponibile in tutto il mondo per la versione Xbox 360 del gioco dal 29 maggio 2012, mentre per PS3 in America dal 29 maggio 2012, in Giappone dal 31 maggio 2012 e in Europa dal 6 giugno 2012.

## Colonna sonora
In Test Drive Unlimited 2 sono presenti due stazioni radio, Hariba Radio e Road Rock, che includono pezzi di diversi generi, dalla dance all'indie rock, remixati dal producer, mixer e arrangiatore Steve Thompson - che ha lavorato con artisti come Madonna, Guns N' Roses, Wu-Tang Clan e Metallica. Tra gli artisti presenti Ellie Goulding, Deadmau5 e Phonat. A differenza del primo Test Drive Unlimited non è possibile importare i propri MP3 nel gioco, negando quindi agli utenti la creazione di stazioni radio personalizzate.

## Differenze nelle versioni
La Ferrari 458 Italia è un'esclusiva nella versione per PlayStation 3. La Spyker C8 Aileron è disponibile in esclusiva nella versione per Xbox 360.

## Accoglienza
La rivista Play Generation diede alla versione per PlayStation 3 un punteggio di 75/100, apprezzando i numerosi modelli di auto disponibili, i tanti contenuti ed un multi dal grande potenziale e come contro la fisica di guida ballerina, l'intelligenza artificiale limitata ed il fatto che fosse graficamente mediocre, finendo per trovarlo un gioco longevo e ricco di potenziale, smorzato però da un comparto tecnico deludente e da alcuni difetti di impostazione.